# Helena van Nassau

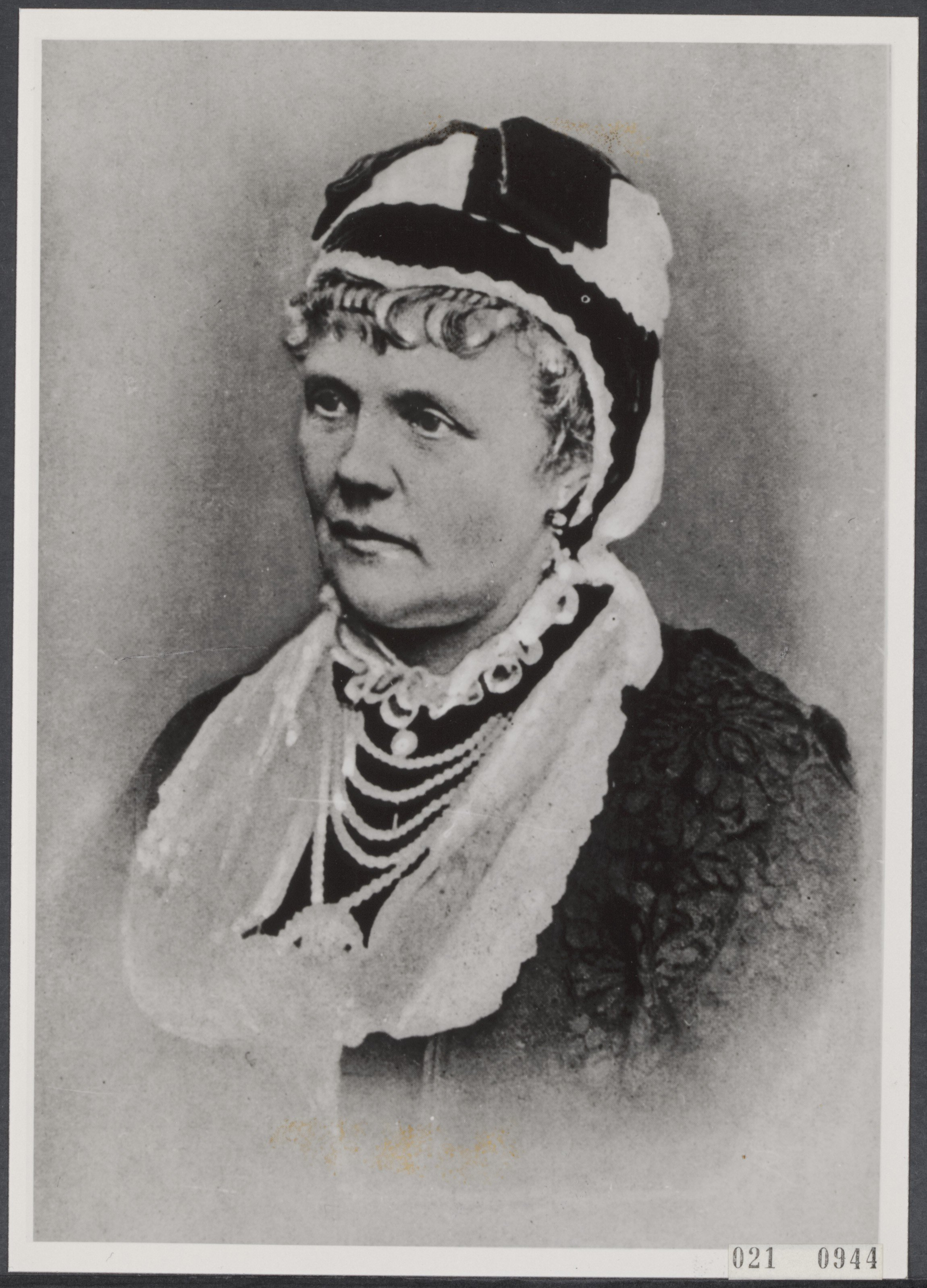
Helena prinses van Nassau, moeder van koningin Emma

Helena Wilhelmina Henriette Pauline Marianne van Nassau (Wiesbaden, 12 augustus 1831 — Arolsen, 27 oktober 1888) was de dochter van hertog Willem van Nassau (een kleinzoon van Carolina van Oranje-Nassau), en Pauline van Württemberg (1810-1856). In 1853 huwde ze haar achterneef George Victor, vorst van Waldeck-Pyrmont; zijn  moeder en haar vader waren neef en nicht. Samen kregen zij zeven kinderen, zes meisjes en één jongen, onder wie Emma, de latere gemalin van koning Willem III der Nederlanden. Haar oudste dochter Sophie overleed in 1869 al op 15-jarige leeftijd.
Haar dochter Emma vertelde in een interview in 1929 naar aanleiding van haar vijftigjarig verblijf in Nederland over haar jeugd dat haar moeder de spil van alles was en dat bij haar de praktijk van de opvoeding berustte. "Moeder had een grote begaafdheid om met mensen om te gaan, hen tot hun recht te doen komen. Wij dochters hebben getracht moeders voorbeeld te volgen, ook in haar sociale belangstelling."
Vorstin Helena deed veel liefdadigheidswerk, was voorzitster van diverse verenigingen en betrok haar kinderen er al heel jong bij.
Helena bleek zeer geslaagd in het zoeken van geschikte huwelijkskandidaten voor haar kinderen. Zij legde contacten met verschillende Europese vorstenhuizen. Op deze manier werd het relatief arme vorstenhuis van Waldeck-Pyrmont verbonden met de rijkere regerende dynastieën van Württemberg, Nederland en Engeland.
Aan het einde van haar leven was de vorstin ziekelijk. Uit correspondentie blijkt dat zij geregeld in bed lag en niet gestoord wilde worden. Hierdoor liepen onder meer de voorbereidingen voor het huwelijk tussen prinses Emma en koning Willem III ernstige vertraging op.

## Kinderen
Helena en George Victor hadden samen zeven kinderen:
- Sophie Nicoline  (27 juli 1854 - 5 augustus 1869)
- Pauline Emma Auguste Hermine (19 oktober 1855 - 3 juli 1925), gehuwd met Alexis Carl Ernst van Bentheim-Steinfurt
- Georgina Henriette Maria (23 mei 1857 - 30 april 1882), gehuwd met Willem II van Württemberg
- Adelheid Emma Wilhelmina Theresia (2 augustus 1858 - 20 maart 1934), gehuwd met Willem III der Nederlanden
- Helena Frederika Augusta (17 februari 1861 - 1 september 1922), gehuwd met Leopold van Albany (zoon van Victoria van het Verenigd Koninkrijk), moeder van Karel Eduard van Saksen-Coburg en Gotha
- Frederik Adolf Herman (20 januari 1865 - 26 mei 1946), vorst van Waldeck en Pyrmont
- Louise Elisabeth Hermine Erika Pauline (1873-1961), gehuwd met Alexander van Erbach-Schönberg

## Stamboom
| Stamboom Helena van Nassau (1831-1888)                                             | Stamboom Helena van Nassau (1831-1888)                                                        | Stamboom Helena van Nassau (1831-1888) | Stamboom Helena van Nassau (1831-1888)                                                        | Stamboom Helena van Nassau (1831-1888)                                                            | Stamboom Helena van Nassau (1831-1888)                                                            | Stamboom Helena van Nassau (1831-1888)                                                                                     | Stamboom Helena van Nassau (1831-1888) |
| ---------------------------------------------------------------------------------- | --------------------------------------------------------------------------------------------- | --- | --------------------------------------------------------------------------------------------- | ------------------------------------------------------------------------------------------------- | ------------------------------------------------------------------------------------------------- | --- | --- |
| Grootouders                                                                        | Frederik Willem van Nassau-Weilburg (1768-1816) x 1788 Louise van Sayn-Hachenburg (1772-1827) | Frederik Willem van Nassau-Weilburg (1768-1816) x 1788 Louise van Sayn-Hachenburg (1772-1827)                                                                                         | Frederik Willem van Nassau-Weilburg (1768-1816) x 1788 Louise van Sayn-Hachenburg (1772-1827) | Paul van Württemberg (1785-1852) x 1805 Catharine Charlotte van Saksen-Hildburghausen (1787-1847) | Paul van Württemberg (1785-1852) x 1805 Catharine Charlotte van Saksen-Hildburghausen (1787-1847) | Paul van Württemberg (1785-1852) x 1805 Catharine Charlotte van Saksen-Hildburghausen (1787-1847)                          | Paul van Württemberg (1785-1852) x 1805 Catharine Charlotte van Saksen-Hildburghausen (1787-1847) |
| Ouders                                                                             | Willem van Nassau (1792-1839) x 1829 Pauline van Württemberg (1810-1856)                      | Willem van Nassau (1792-1839) x 1829 Pauline van Württemberg (1810-1856) | Willem van Nassau (1792-1839) x 1829 Pauline van Württemberg (1810-1856)                      | Willem van Nassau (1792-1839) x 1829 Pauline van Württemberg (1810-1856)                          | Willem van Nassau (1792-1839) x 1829 Pauline van Württemberg (1810-1856)                          | Willem van Nassau (1792-1839) x 1829 Pauline van Württemberg (1810-1856)                                                   | Willem van Nassau (1792-1839) x 1829 Pauline van Württemberg (1810-1856) |
| Helena van Nassau (1831-1888) x 1853 George Victor van Waldeck-Pyrmont (1831-1893) |                                                                                               | |                                                                                               |                                                                                                   |                                                                                                   | | |
| Kinderen                                                                           | Sophie (1854-1869)                                                                            | Pauline (1855-1925) x 1881 Alexis Carl Ernst van Bentheim-Steinfurt | Maria (1857-1882) x 1877 Willem II van Württemberg (1848-1921)                                | Emma (1858-1934) x 1879 Willem III van Nederland (1817-1890)                                      | Helena (1861-1922) x 1882 Leopold van Saksen-Coburg-Gotha                                         | Frederik (1865-1946) x 1895 Bathildis van Schaumburg-Lippe                                                                 | Elisabeth (1873-1961) x 1900 Alexander van Erbach-Schönberg |
| Kleinkinderen                                                                      | -                                                                                             | Everwin (1882-1949) Viktor Adolf (1883-1961) Karl Georg (1884-1951) Elisabeth (1886-1959) Viktoria (1887-1961) Emma (1889-1905) Alexis Rainer (1891-1923) Friedich George (1894-1981) | Pauline (1877-1965) Ulrich (1880) doodgeboren kind (1882)                                     | Wilhelmina (1880-1962)                                                                            | Karel Eduard (1884-1954) Alice van Albany (1883-1981)                                             | Jozias (1896-1967) Maximiliaan Willem Gustaaf Herman (1898-1981) Helena (1899-1948) George Willem Karel Victor (1902-1971) | Imma Gustave Marie Luise Pauline Edda Adolfine Hermine (1901-1947) Georg-Ludwig Friedrich Viktor Karl-Eduard Franz-Joseph (1903-1971) Wilhelm Ernst Heinrich Alfred (1904-1946) Helene Sophie Louise Hedwig Emilie Martha (1907-1979) |